# Anthipes
Anthipes är ett litet fågelsläkte med två arter i familjen flugsnappare inom ordningen tättingar, båda med utbredning i Sydostasien, vitstrupig flugsnappare (Anthipes monileger) och rostbrynad flugsnappare (Anthipes solitaris). Arterna ansågs tidigare tillhöra flugsnapparsläktet Ficedula, men flera genetiska studier visar att de är närmare släkt med blåflugsnappare i Cyornis.